# Lord Jedburgh
Lord Jedburgh ist ein erblicher britischer Adelstitel in der Peerage of Scotland.

## Verleihung
Der Titel wurde am 2. Februar 1622 an Sir Andrew Ker, of Ferniehurst, erblicher Vogt von Jedburgh Forest, verliehen. Die Verleihung erfolgte mit dem besonderen Zusatz, dass der Titel in Ermangelung eigener Nachkommen auch an sonstige männliche Erben seiner Familie Ker of Ferniehurst vererbbar sei. Da der 1. Lord sechs Töchter, aber keine Söhne hinterließ, fiel der Titelanspruch bei seinem Tod 1633 an seinen Neffen und bei dessen Tod um 1650 an dessen Sohn, beide haben den Titel zu ihren Lebzeiten jedoch nicht wirksam beansprucht. Erst nach dem kinderlosen Tod des letztgenannten machte dessen Erbe, sein Onkel zweiten Grades, den Titel als 4. Lord wieder wirksam geltend. Er ließ sich am 11. Juli 1670 eine neue Verleihungsurkunde über den Titel ausstellen, der die besondere Erbfolgeregelung insoweit konkretisierte, dass der Titel in Ermangelung direkter männlicher Nachkommen auch an seinen Großneffe dritten Grades, Hon. William Kerr, Master of Newbottle, und dessen männliche Nachkommen fallen solle. Letzterer beerbte ihn 1692 als 5. Lord. Dieser erbte 1703 zudem von seinem Vater Robert Kerr, 1. Marquess of Lothian den Titel Marquess of Lothian nebst nachgeordneten Titeln. Die Lordship Jedburgh ist seither ein nachgeordneter Titel des jeweiligen Marquess.

## Liste der Lords Jedburgh (1622)
- Andrew Ker, 1. Lord Jedburgh († 1633)
- Alexander Ker, de iure 2. Lord Jedburgh (um 1590–um 1650)
- John Ker, de iure 3. Lord Jedburgh († um 1670)
- Robert Ker, 4. Lord Jedburgh († 1692)
- William Kerr, 2. Marquess of Lothian, 5. Lord Jedburgh (1661–1722)
- William Kerr, 3. Marquess of Lothian, 6. Lord Jedburgh (1690–1767)
- William Kerr, 4. Marquess of Lothian, 7. Lord Jedburgh (1713–1775)
- William Kerr, 5. Marquess of Lothian, 8. Lord Jedburgh (1737–1815)
- William Kerr, 6. Marquess of Lothian, 9. Lord Jedburgh (1763–1824)
- John Kerr, 7. Marquess of Lothian, 10. Lord Jedburgh (1794–1841)
- William Kerr, 8. Marquess of Lothian, 11. Lord Jedburgh (1832–1870)
- Schomberg Kerr, 9. Marquess of Lothian, 12. Lord Jedburgh (1833–1900)
- Robert Kerr, 10. Marquess of Lothian, 13. Lord Jedburgh (1874–1930)
- Philip Kerr, 11. Marquess of Lothian, 14. Lord Jedburgh (1882–1940)
- Peter Kerr, 12. Marquess of Lothian, 15. Lord Jedburgh (1922–2004)
- Michael Kerr, 13. Marquess of Lothian, 16. Lord Jedburgh (* 1945)

Titelerbe (Heir Presumptive) ist der Bruder des aktuellen Titelinhabers Lord Ralph Kerr (* 1957).